# جون غريغوري بوركي
جون غريغوري بوركي (بالإنجليزية: John Gregory Bourke)‏ هو كاتب يوميات وضابط أمريكي، ولد في 23 يونيو 1843 في فيلادلفيا في الولايات المتحدة، وتوفي بنفس المكان في 8 يونيو 1896.